# Tite (allenatore)
Adenor Leonardo Bacchi, detto Tite (Caxias do Sul, 25 maggio 1961), è un allenatore di calcio ed ex calciatore brasiliano, di ruolo attaccante.
Da allenatore ha conquistato quattordici titoli, tra cui una Coppa Libertadores e una Coppa del mondo per club nel 2012 con il Corinthians e una Copa América con la nazionale brasiliana nel 2019.

## Biografia
Proveniente da una famiglia di origine italiana (di Viadana, in provincia di Mantova), si è laureato in scienze motorie all'Università Cattolica Pontificia di Campinas; per questo è chiamato il professore.

## Carriera

### Giocatore
Giocò brevemente come attaccante, sommando trentaquattro presenze nel Campeonato Brasileiro Série A, la maggior parte delle quali con la Portuguesa. Con detta società raggiunse i quarti di finale del Taça de Ouro 1984, subendo l'eliminazione per mano del Vasco da Gama al Maracanã. Trasferitosi al Guarani, arrivò per due volte consecutive a disputare la partita decisiva, perdendo però in entrambe le occasioni. Ritiratosi prima dei trent'anni a seguito di gravi infortuni alle ginocchia, iniziò presto la carriera da allenatore.

### Allenatore
Allenò la piccola società del Guarany di Garibaldi, nel Rio Grande do Sul, come sua prima esperienza in panchina. Con il Veranópolis arrivò il primo successo, la vittoria del Campionato Gaúcho di seconda divisione, che lo portò poi ad allenare il Juventude, primo club di rilievo della sua carriera da tecnico. La vittoria del Campionato Gaúcho con il piccolo Caxias gli fece guadagnare la chiamata del Grêmio: con la società di Porto Alegre alla prima stagione vinse sia il campionato statale che la coppa nazionale. Si trasferì poi al São Caetano e al Corinthians, che guidò per primo dopo gli accordi del club con la Media Sports Investment, salvo poi venire esonerato per volere di Kia Joorabchian, dirigente della succitata azienda. Dopo l'esperienza negli Emirati Arabi Uniti con l'Al-Ain, vinse la Copa Sudamericana nel 2008 con l'Internacional, ma non riuscì a ripetersi in Coppa del Brasile, Recopa Sudamericana e nella successiva edizione della Sudamericana, venendo in seguito esonerato.
Nel mese di ottobre 2010 è nominato nuovo allenatore del Corinthians con un ingaggio da 3 milioni l'anno. Sostituisce l'ex allenatore Adílson Batista, licenziato per scarsi risultati.
Il 4 dicembre 2011, con lo 0-0 con il Palmeiras, si laurea campione nazionale con 71 punti contro i 69 del Vasco da Gama. Il 4 luglio 2012 vince la sua prima Coppa Libertadores alla guida del Corinthians battendo in finale gli argentini del Boca Juniors (pareggio per 1 a 1 all'andata in Argentina e vittoria 2 a 0 in casa in Brasile). Il 16 dicembre conquista il Mondiale per club battendo il Chelsea in Giappone, con il risultato di 1-0. Nel 2013 vince il campionato paulista e la Recopa Sudamericana, ma in Coppa Libertadores, campionato e coppa nazionale il Corinthians consegue scarsi risultati.
Il 14 novembre 2013 annuncia, malgrado il parere sfavorevole di larga parte dei tifosi, che il suo contratto con il Corinthians non sarà rinnovato. Si dedica quindi allo studio del calcio moderno, rifiutando numerose offerte arrivategli e recandosi a guardare le partite del campionato del mondo 2014 in Brasile e facendo visita ai centri di allenamento dell'Arsenal e del Real Madrid di Carlo Ancelotti.
Il 15 dicembre 2014, dopo l'anno sabbatico, Tite è tornato alla guida del Timão per il campionato 2015. La stagione si è conclusa con un nuovo successo nel campionato nazionale, il secondo personale e il sesto nella storia per il club, nonché il migliore in termini di rendimento stagionale nella storia della competizione.
Nel giugno 2016 è nominato commissario tecnico della nazionale brasiliana, in sostituzione dell'esonerato Dunga. Nel 2018 guida il Brasile al mondiale russo, uscendo ai quarti di finale contro il Belgio. L'anno successivo partecipa con la nazionale alla Coppa America organizzata in Brasile: in finale i verdeoro battono il Perù per 3-1, vincendo il torneo per la nona volta nella loro storia.
Nel 2022 guida nuovamente la nazionale in occasione dei mondiali in Qatar. Dopo aver superato la fase a gironi, la nazionale verdeoro si rende protagonista del successo agli ottavi di finale prevalendo contro la Corea del Sud per 4-1, salvo poi perdere ai rigori dei quarti di finale contro la Croazia per 4-2, smentendo gran parte dei pronostici che davano per favoriti i brasiliani. Dopo l'aspra esperienza qatariota, Tite conferma le sue dimissioni da commissario tecnico come aveva già annunciato egli stesso l'anno prima.
Il 10 ottobre 2023 viene nominato come nuovo allenatore del Flamengo.

## Statistiche

### Statistiche da allenatore

#### Club
Statistiche aggiornate al 3 ottobre 2024; in grassetto le competizioni vinte.
| Stagione             | Squadra              | Campionato           | Campionato | Campionato | Campionato | Campionato | Coppe nazionali | Coppe nazionali | Coppe nazionali | Coppe nazionali | Coppe nazionali | Coppe continentali | Coppe continentali | Coppe continentali | Coppe continentali | Coppe continentali | Altre coppe | Altre coppe | Altre coppe | Altre coppe | Altre coppe | Totale | Totale | Totale | Totale | % Vittorie | Piazzamento |
| Stagione             | Squadra              | Comp                 | G          | V          | N          | P          | Comp            | G               | V               | N               | P               | Comp               | G                  | V                  | N                  | P                  | Comp        | G           | V           | N           | P           | G      | V      | N      | P      | %          | Piazzamento |
| -------------------- | -------------------- | -------------------- | ---------- | ---------- | ---------- | ---------- | --------------- | --------------- | --------------- | --------------- | --------------- | ------------------ | ------------------ | ------------------ | ------------------ | ------------------ | ----------- | ----------- | ----------- | ----------- | ----------- | ------ | ------ | ------ | ------ | ---------- | ----------- |
| 1991                 | Caxias               | G                    | 19         | 4          | 8          | 7          | -               | -               | -               | -               | -               | -                  | -                  | -                  | -                  | -                  | -           | -           | -           | -           | -           | 19     | 4      | 8      | 7      | 21,05      | 7º          |
| 1992                 | Veranópolis          | G2                   | 21         | 8          | 6          | 7          | -               | -               | -               | -               | -               | -                  | -                  | -                  | -                  | -                  | -           | -           | -           | -           | -           | 21     | 8      | 6      | 7      | 38,10      | 10º         |
| 1993                 | Veranópolis          | G2                   | 34         | 16         | 10         | 8          | -               | -               | -               | -               | -               | -                  | -                  | -                  | -                  | -                  | -           | -           | -           | -           | -           | 34     | 16     | 10     | 8      | 47,06      | 1º (prom.)  |
| 1994                 | Veranópolis          | G                    | 44         | 15         | 13         | 16         | -               | -               | -               | -               | -               | -                  | -                  | -                  | -                  | -                  | -           | -           | -           | -           | -           | 44     | 15     | 13     | 16     | 34,09      | 12°         |
| 1995                 | Veranópolis          | G                    | 26         | 6          | 13         | 7          | -               | -               | -               | -               | -               | -                  | -                  | -                  | -                  | -                  | -           | -           | -           | -           | -           | 26     | 6      | 13     | 7      | 23,08      | 10°         |
| 1996                 | Ypiranga             | G                    | 11         | 3          | 5          | 3          | -               | -               | -               | -               | -               | -                  | -                  | -                  | -                  | -                  | -           | -           | -           | -           | -           | 11     | 3      | 5      | 3      | 27,27      | Eson.       |
| 1997                 | Juventude            | G                    | 21         | 10         | 5          | 6          | CB              | 2               | 1               | 0               | 1               | -                  | -                  | -                  | -                  | -                  | -           | -           | -           | -           | -           | 23     | 11     | 5      | 7      | 47,83      | 6°          |
| 1998                 | Veranópolis          | G                    | 10         | 5          | 3          | 2          | -               | -               | -               | -               | -               | -                  | -                  | -                  | -                  | -                  | -           | -           | -           | -           | -           | 10     | 5      | 3      | 2      | 50,00      | 8º          |
| Totale Veranópolis   | Totale Veranópolis   | Totale Veranópolis   | 135        | 50         | 45         | 40         |                 | -               | -               | -               | -               |                    | -                  | -                  | -                  | -                  |             | -           | -           | -           | -           | 135    | 50     | 45     | 40     | 37,04      |             |
| 1999                 | Caxias               | G+C                  | 9+16       | 3+8        | 3+6        | 3+2        | -               | -               | -               | -               | -               | -                  | -                  | -                  | -                  | -                  | -           | -           | -           | -           | -           | 25     | 11     | 9      | 5      | 44,00      | 6º          |
| 2000                 | Caxias               | G+CJH                | 26+21      | 11+8       | 7+9        | 8+4        | CB              | 6               | 2               | 1               | 3               | -                  | -                  | -                  | -                  | -                  | -           | -           | -           | -           | -           | 53     | 21     | 17     | 15     | 39,62      | 1°          |
| Totale Caxias        | Totale Caxias        | Totale Caxias        | 91         | 32         | 35         | 24         |                 | 6               | 2               | 1               | 3               |                    | -                  | -                  | -                  | -                  |             | -           | -           | -           | -           | 97     | 34     | 36     | 27     | 35,05      |             |
| 2001                 | Grêmio               | G+A                  | 16+28      | 11+14      | 4+5        | 1+9        | CB              | 12              | 8               | 2               | 2               | CM                 | 10                 | 5                  | 5                  | 0                  | CSM         | 8           | 4           | 1           | 3           | 74     | 42     | 17     | 15     | 56,76      | 5°          |
| 2002                 | Grêmio               | G+A                  | 3+29       | 1+13       | 1+9        | 1+7        | -               | -               | -               | -               | -               | CL                 | 12                 | 8                  | 1                  | 3                  | CSM+CC      | 17+3        | 8+0         | 6+2         | 3+1         | 64     | 30     | 19     | 15     | 46,88      | 4°          |
| 2003                 | Grêmio               | G+A                  | 6+18       | 0+5        | 2+3        | 4+10       | -               | -               | -               | -               | -               | CL                 | 10                 | 5                  | 2                  | 3                  | -           | -           | -           | -           | -           | 34     | 10     | 7      | 17     | 29,41      | Dimis.      |
| Totale Gremio        | Totale Gremio        | Totale Gremio        | 100        | 44         | 24         | 32         |                 | 12              | 8               | 2               | 2               |                    | 32                 | 18                 | 8                  | 6                  |             | 28          | 12          | 9           | 7           | 172    | 82     | 43     | 47     | 47,67      |             |
| 2003                 | São Caetano          | A                    | 24         | 12         | 4          | 8          | CB              | -               | -               | -               | -               | CS                 | 4                  | 1                  | 2                  | 1                  | -           | -           | -           | -           | -           | 28     | 13     | 6      | 9      | 46,43      | Sub. 4°     |
| 2004                 | São Caetano          | A1/SP                | 5          | 1          | 4          | 0          | -               | -               | -               | -               | -               | CL                 | 1                  | 0                  | 0                  | 1                  | -           | -           | -           | -           | -           | 6      | 1      | 4      | 1      | 16,67      | Eson.       |
| Totale Sao Caetano   | Totale Sao Caetano   | Totale Sao Caetano   | 29         | 13         | 8          | 8          |                 | -               | -               | -               | -               |                    | 5                  | 1                  | 2                  | 2                  |             | -           | -           | -           | -           | 34     | 14     | 10     | 10     | 41,18      |             |
| 2004                 | Corinthians          | A                    | 39         | 18         | 13         | 8          | CB              | -               | -               | -               | -               | -                  | -                  | -                  | -                  | -                  | -           | -           | -           | -           | -           | 39     | 18     | 13     | 8      | 46,15      | Sub. 5°     |
| 2005                 | Corinthians          | A1/SP                | 10         | 5          | 1          | 4          | CB              | 2               | 1               | 1               | 0               | -                  | -                  | -                  | -                  | -                  | -           | -           | -           | -           | -           | 12     | 6      | 2      | 4      | 50,00      | Eson.       |
| 2005                 | Atlético Mineiro     | A                    | 17         | 3          | 4          | 10         | CB              | 4               | 1               | 2               | 1               | -                  | -                  | -                  | -                  | -                  | -           | -           | -           | -           | -           | 21     | 4      | 6      | 11     | 19,05      | Eson.       |
| 2006                 | Palmeiras            | A                    | 20         | 8          | 5          | 7          | -               | -               | -               | -               | -               | -                  | -                  | -                  | -                  | -                  | -           | -           | -           | -           | -           | 20     | 8      | 5      | 7      | 40,00      | Sub. Dimis. |
| lug.-dic. 2007       | Al-Ain               | UAE                  | 6          | 3          | 0          | 3          | CEA             | 2               | 1               | 1               | 0               | -                  | -                  | -                  | -                  | -                  | -           | -           | -           | -           | -           | 8      | 4      | 1      | 3      | 50,00      | Eson.       |
| 2008                 | Internacional        | A                    | 33         | 14         | 8          | 11         | -               | -               | -               | -               | -               | CS                 | 10                 | 5                  | 5                  | 0                  | -           | -           | -           | -           | -           | 43     | 19     | 13     | 11     | 44,19      | Sub. 6°     |
| 2009                 | Internacional        | G+A                  | 21+27      | 18+13      | 3+5        | 0+9        | CB              | 12              | 7               | 2               | 3               | CS                 | 2                  | 0                  | 1                  | 1                  | RS+CSB      | 2+1         | 0+1         | 0+0         | 2+0         | 65     | 39     | 11     | 15     | 60,00      | Eson.       |
| Totale Internacional | Totale Internacional | Totale Internacional | 81         | 45         | 16         | 20         |                 | 12              | 7               | 2               | 3               |                    | 12                 | 5                  | 6                  | 1                  |             | 3           | 1           | 0           | 2           | 108    | 58     | 24     | 26     | 53,70      |             |
| ago.-ott. 2010       | Al-Wahda             | UAE                  | 5          | 3          | 2          | 0          | -               | -               | -               | -               | -               | -                  | -                  | -                  | -                  | -                  | -           | -           | -           | -           | -           | 5      | 3      | 2      | 0      | 60,00      | Sub. Dimis. |
| 2010                 | Corinthians          | A                    | 8          | 5          | 3          | 0          | -               | -               | -               | -               | -               | -                  | -                  | -                  | -                  |                    | -           | -           | -           | -           | -           | 8      | 5      | 3      | 0      | 62,50      | Sub. 3°     |
| 2011                 | Corinthians          | A1/SP+A              | 23+38      | 12+21      | 7+8        | 4+9        | -               | -               | -               | -               | -               | CL                 | 2                  | 0                  | 1                  | 1                  | -           | -           | -           | -           | -           | 63     | 33     | 16     | 14     | 52,38      | 1°          |
| 2012                 | Corinthians          | A1/SP+A              | 20+38      | 14+15      | 4+12       | 2+11       | -               | -               | -               | -               | -               | CL                 | 14                 | 8                  | 6                  | 0                  | Cmc         | 2           | 2           | 0           | 0           | 74     | 39     | 22     | 13     | 52,70      | 6°          |
| 2013                 | Corinthians          | A1/SP+A              | 23+38      | 11+11      | 10+17      | 2+10       | CB              | 4               | 1               | 2               | 1               | CL                 | 8                  | 4                  | 2                  | 2                  | RS          | 2           | 2           | 0           | 0           | 75     | 29     | 31     | 15     | 38,67      | 10°         |
| 2015                 | Corinthians          | A1/SP+A              | 17+38      | 12+24      | 5+9        | 0+5        | CB              | 2               | 0               | 0               | 2               | CL                 | 10                 | 5                  | 2                  | 3                  | -           | -           | -           | -           | -           | 67     | 41     | 16     | 10     | 61,19      | 1°          |
| 2016                 | Corinthians          | A1/SP+A              | 17+7       | 12+4       | 3+1        | 2+2        | -               | -               | -               | -               | -               | CL                 | 8                  | 4                  | 3                  | 1                  | -           | -           | -           | -           | -           | 32     | 20     | 7      | 5      | 62,50      | Risoluz.    |
| Totale Corinthians   | Totale Corinthians   | Totale Corinthians   | 316        | 164        | 93         | 59         |                 | 8               | 2               | 3               | 3               |                    | 42                 | 21                 | 14                 | 7                  |             | 4           | 4           | 0           | 0           | 370    | 191    | 110    | 69     | 51,62      |             |
| 2023                 | Flamengo             | A                    | 12         | 7          | 1          | 4          | -               | -               | -               | -               | -               | -                  | -                  | -                  | -                  | -                  | -           | -           | -           | -           | -           | 12     | 7      | 1      | 4      | 58,33      | Sub. 4°     |
| 2024                 | Flamengo             | RJ+A                 | 15+27      | 11+14      | 4+6        | 0+7        | CB              | 6               | 5               | 0               | 1               | CL                 | 10                 | 4                  | 2                  | 4                  | -           | -           | -           | -           | -           | 58     | 34     | 12     | 12     | 58,62      | Eson.       |
| Totale Flamengo      | Totale Flamengo      | Totale Flamengo      | 54         | 32         | 11         | 11         |                 | 6               | 5               | 0               | 1               |                    | 10                 | 4                  | 2                  | 4                  |             | -           | -           | -           | -           | 70     | 41     | 13     | 16     | 58,57      |             |
| Totale carriera      | Totale carriera      | Totale carriera      | 886        | 410        | 253        | 223        |                 | 52              | 27              | 11              | 14              |                    | 101                | 49                 | 32                 | 20                 |             | 35          | 17          | 9           | 9           | 1 074  | 503    | 305    | 266    | 46,83      |             |

#### Nazionale brasiliana
| Squadra | Naz                | dal            | al              | Record | Record | Record | Record | Record | Record | Record | Record     |
| Squadra | Naz                | dal            | al              | G      | V      | N      | P      | GF     | GS     | DR     | % Vittorie |
| ------- | ------------------ | -------------- | --------------- | ------ | ------ | ------ | ------ | ------ | ------ | ------ | ---------- |
| Brasile | Brasile (bandiera) | 20 giugno 2016 | 9 dicembre 2022 | 81     | 60     | 15     | 6      | 174    | 30     | +144   | 74,07      |

#### Nazionale brasiliana nel dettaglio
| 2016           | Brasile        | Qual. Mondiali 2018 | 1º nel gruppo sudamericano CONMEBOL, qualificato | 6  | 6  | 0  | 0 | 100,00& | 17  | 1  | +16  |
| 2017           | Brasile        | Qual. Mondiali 2018 | 1º nel gruppo sudamericano CONMEBOL, qualificato | 6  | 4  | 2  | 0 | 66,67   | 13  | 2  | +11  |
| giu./lug. 2018 | Brasile        | Mondiali 2018       | Quarti di finale                                 | 5  | 3  | 1  | 1 | 60,00   | 8   | 3  | +5   |
| 2019           | Brasile        | Copa América 2019   | Vincitore                                        | 6  | 4  | 2  | 0 | 66,67   | 13  | 1  | +12  |
| 2020           | Brasile        | Qual. Mondiali 2022 | 1º nel gruppo sudamericano CONMEBOL, qualificato | 4  | 4  | 0  | 0 | 100,00& | 12  | 2  | +10  |
| 2021           | Brasile        | Qual. Mondiali 2022 | 1º nel gruppo sudamericano CONMEBOL, qualificato | 9  | 7  | 2  | 0 | 77,78   | 15  | 2  | +4   |
| 2022           | Brasile        | Qual. Mondiali 2022 | 1º nel gruppo sudamericano CONMEBOL, qualificato | 4  | 3  | 1  | 0 | 75,00   | 13  | 1  | +12  |
| giu./lug. 2021 | Brasile        | Copa América 2021   | 2º                                               | 7  | 5  | 1  | 1 | 71,43   | 12  | 3  | +9   |
| nov./dic. 2022 | Brasile        | Mondiali 2022       | Quarti di finale                                 | 5  | 3  | 1  | 1 | 60,00   | 8   | 3  | +5   |
| 2016-2022      | Brasile        | Amichevoli          |                                                  | 29 | 21 | 5  | 3 | 72,41   | 63  | 12 | +51  |
| Totale Brasile | Totale Brasile | Totale Brasile      | Totale Brasile                                   | 81 | 60 | 15 | 6 | 74,07   | 174 | 30 | +144 |

#### Panchine da commissario tecnico della nazionale brasiliana
| Cronologia completa delle presenze e delle reti in nazionale ― Brasile | Cronologia completa delle presenze e delle reti in nazionale ― Brasile | Cronologia completa delle presenze e delle reti in nazionale ― Brasile | Cronologia completa delle presenze e delle reti in nazionale ― Brasile | Cronologia completa delle presenze e delle reti in nazionale ― Brasile | Cronologia completa delle presenze e delle reti in nazionale ― Brasile | Cronologia completa delle presenze e delle reti in nazionale ― Brasile                 | Cronologia completa delle presenze e delle reti in nazionale ― Brasile |
| Data                                                                   | Città                                                                  | In casa                                                                | Risultato                                                              | Ospiti                                                                 | Competizione                                                           | Reti                                                                                   | Note                                                                   |
| ---------------------------------------------------------------------- | ---------------------------------------------------------------------- | ---------------------------------------------------------------------- | ---------------------------------------------------------------------- | ---------------------------------------------------------------------- | ---------------------------------------------------------------------- | -------------------------------------------------------------------------------------- | ---------------------------------------------------------------------- |
| 1-9-2016                                                               | Quito                                                                  | Ecuador                                                                | 0 – 3                                                                  | Brasile                                                                | Qual. Mondiali 2018                                                    | Neymar (rig.) 2 Gabriel Jesus                                                          | Cap: D. Alves                                                          |
| 6-9-2016                                                               | Manaus                                                                 | Brasile                                                                | 2 – 1                                                                  | Colombia                                                               | Qual. Mondiali 2018                                                    | Miranda Neymar                                                                         | Cap: D. Alves                                                          |
| 6-10-2016                                                              | Natal                                                                  | Brasile                                                                | 5 – 0                                                                  | Bolivia                                                                | Qual. Mondiali 2018                                                    | Neymar Philippe Coutinho Filipe Luis Gabriel Jesus Roberto Firmino                     | Cap: R.Augusto                                                         |
| 11-10-2016                                                             | Mérida                                                                 | Venezuela                                                              | 0 – 2                                                                  | Brasile                                                                | Qual. Mondiali 2018                                                    | Gabriel Jesus Willian                                                                  | Cap: F.Luis                                                            |
| 10-11-2016                                                             | Belo Horizonte                                                         | Brasile                                                                | 3 – 0                                                                  | Argentina                                                              | Qual. Mondiali 2018                                                    | Philippe Coutinho Neymar Paulinho                                                      | Cap: D. Alves                                                          |
| 15-11-2016                                                             | Lima                                                                   | Perù                                                                   | 0 – 2                                                                  | Brasile                                                                | Qual. Mondiali 2018                                                    | Gabriel Jesus Renato Augusto                                                           | Cap: Fernandinho                                                       |
| 26-1-2017                                                              | Rio de Janeiro                                                         | Brasile                                                                | 1 – 0                                                                  | Colombia                                                               | Amichevole                                                             | Dudu                                                                                   | Cap: Robinho                                                           |
| 23-3-2017                                                              | Montevideo                                                             | Uruguay                                                                | 1 – 4                                                                  | Brasile                                                                | Qual. Mondiali 2018                                                    | 3 Paulinho Neymar                                                                      | Cap: Miranda                                                           |
| 28-3-2017                                                              | San Paolo                                                              | Brasile                                                                | 3 – 0                                                                  | Paraguay                                                               | Qual. Mondiali 2018                                                    | Philippe Coutinho Neymar Marcelo                                                       |                                                                        |
| 9-6-2017                                                               | Melbourne                                                              | Argentina                                                              | 1 – 0                                                                  | Brasile                                                                | Amichevole                                                             | -                                                                                      | Cap: T.Silva                                                           |
| 13-6-2017                                                              | Melbourne                                                              | Australia                                                              | 0 – 4                                                                  | Brasile                                                                | Amichevole                                                             | 2 Diego Souza Thiago Silva Taison                                                      | Cap: Coutinho                                                          |
| 31-8-2017                                                              | Porto Alegre                                                           | Brasile                                                                | 2 – 0                                                                  | Ecuador                                                                | Amichevole                                                             | Paulinho Philippe Coutinho                                                             | Cap: Marcelo                                                           |
| 5-9-2017                                                               | Barranquilla                                                           | Colombia                                                               | 1 – 1                                                                  | Brasile                                                                | Qual. Mondiali 2018                                                    | Willian                                                                                | Cap: D. Alves                                                          |
| 5-10-2017                                                              | La Paz                                                                 | Bolivia                                                                | 0 – 0                                                                  | Brasile                                                                | Qual. Mondiali 2018                                                    | -                                                                                      | Cap: Casemiro                                                          |
| 10-10-2017                                                             | San Paolo                                                              | Brasile                                                                | 3 – 0                                                                  | Cile                                                                   | Qual. Mondiali 2018                                                    | Paulinho 2 Gabriel Jesus                                                               | Cap: Marquinhos                                                        |
| 10-11-2017                                                             | Villeneuve-d'Ascq                                                      | Giappone                                                               | 1 – 3                                                                  | Brasile                                                                | Amichevole                                                             | Neymar (rig.) Marcelo Gabriel Jesus                                                    | Cap: Willian                                                           |
| 14-11-2017                                                             | Londra                                                                 | Inghilterra                                                            | 0 – 0                                                                  | Brasile                                                                | Amichevole                                                             | -                                                                                      | Cap: D. Alves                                                          |
| 23-3-2018                                                              | Mosca                                                                  | Russia                                                                 | 0 – 3                                                                  | Brasile                                                                | Amichevole                                                             | Miranda Philippe Coutinho (rig.) Paulinho                                              | Cap: Allison                                                           |
| 27-3-2018                                                              | Berlino                                                                | Germania                                                               | 0 – 1                                                                  | Brasile                                                                | Amichevole                                                             | Gabriel Jesus                                                                          | Cap: D. Alves                                                          |
| 3-6-2018                                                               | Liverpool                                                              | Brasile                                                                | 2 – 0                                                                  | Croazia                                                                | Amichevole                                                             | Neymar Roberto Firmino                                                                 | Cap: G. Jesus                                                          |
| 10-6-2018                                                              | Vienna                                                                 | Austria                                                                | 0 – 3                                                                  | Brasile                                                                | Amichevole                                                             | Gabriel Jesus Neymar Philippe Coutinho                                                 | Cap: Miranda                                                           |
| 17-6-2018                                                              | Rostov sul Don                                                         | Brasile                                                                | 1 – 1                                                                  | Svizzera                                                               | Mondiali 2018 - Fase a gironi                                          | Philippe Coutinho                                                                      | Cap: Marcelo                                                           |
| 17-6-2018                                                              | San Pietroburgo                                                        | Brasile                                                                | 2 – 0                                                                  | Costa Rica                                                             | Mondiali 2018 - Fase a gironi                                          | Philippe Coutinho Neymar                                                               | Cap: T.Silva                                                           |
| 27-6-2018                                                              | Mosca                                                                  | Serbia                                                                 | 0 – 2                                                                  | Brasile                                                                | Mondiali 2018 - Fase a gironi                                          | Paulinho Thiago Silva                                                                  | Cap: Miranda                                                           |
| 2-7-2018                                                               | Samara                                                                 | Brasile                                                                | 2 – 0                                                                  | Messico                                                                | Mondiali 2018 - Ottavi di finale                                       | Neymar Roberto Firmino                                                                 | Cap: T.Silva                                                           |
| 6-7-2018                                                               | Kazan'                                                                 | Brasile                                                                | 1 – 2                                                                  | Belgio                                                                 | Mondiali 2018 - Quarti di finale                                       | Renato Augusto                                                                         | Cap: Miranda                                                           |
| 7-9-2018                                                               | East Rutherford                                                        | Stati Uniti                                                            | 0 – 2                                                                  | Brasile                                                                | Amichevole                                                             | Roberto Firmino Neymar (rig.)                                                          | Cap: Neymar                                                            |
| 11-9-2018                                                              | Landover                                                               | Brasile                                                                | 5 – 0                                                                  | El Salvador                                                            | Amichevole                                                             | Neymar (rig.) 2 Richarlison Philippe Coutinho Marquinhos                               | Cap: Neymar                                                            |
| 12-10-2018                                                             | Riad                                                                   | Arabia Saudita                                                         | 0 – 2                                                                  | Brasile                                                                | Amichevole                                                             | Gabriel Jesus Alex Sandro                                                              | Cap: Neymar                                                            |
| 16-10-2018                                                             | Gedda                                                                  | Brasile                                                                | 1 – 0                                                                  | Argentina                                                              | Amichevole                                                             | Miranda                                                                                | Cap: Neymar                                                            |
| 16-11-2018                                                             | Londra                                                                 | Brasile                                                                | 1 – 0                                                                  | Uruguay                                                                | Amichevole                                                             | Neymar (rig.)                                                                          | Cap: Neymar                                                            |
| 20-11-2018                                                             | Milton Keynes                                                          | Camerun                                                                | 0 – 1                                                                  | Brasile                                                                | Amichevole                                                             | Richarlison                                                                            |                                                                        |
| 23-3-2019                                                              | Porto                                                                  | Brasile                                                                | 1 – 1                                                                  | Panama                                                                 | Amichevole                                                             | Lucas Paquetá                                                                          | Cap: Casemiro                                                          |
| 26-3-2019                                                              | Praga                                                                  | Rep. Ceca                                                              | 1 – 3                                                                  | Brasile                                                                | Amichevole                                                             | Roberto Firmino 2 Gabriel Jesus                                                        | Cap: Casemiro                                                          |
| 5-6-2019                                                               | Brasilia                                                               | Brasile                                                                | 2 – 0                                                                  | Qatar                                                                  | Amichevole                                                             | Richarlison Gabriel Jesus                                                              | Cap: D. Alves                                                          |
| 9-6-2019                                                               | Porto Alegre                                                           | Brasile                                                                | 7 – 0                                                                  | Honduras                                                               | Amichevole                                                             | 2 Gabriel Jesus Thiago Silva Philippe Coutinho David Neres Roberto Firmino Richarlison | Cap: D. Alves                                                          |
| 14-6-2019                                                              | San Paolo                                                              | Brasile                                                                | 3 – 0                                                                  | Bolivia                                                                | Coppa America 2019 - 1º turno                                          | 2 Philippe Coutinho (1 rig.) Everton Soares                                            | Cap: D. Alves                                                          |
| 18-6-2019                                                              | Salvador                                                               | Brasile                                                                | 0 – 0                                                                  | Venezuela                                                              | Coppa America 2019 - 1º turno                                          | -                                                                                      | Cap: D. Alves                                                          |
| 22-6-2019                                                              | San Paolo                                                              | Perù                                                                   | 0 – 5                                                                  | Brasile                                                                | Coppa America 2019 - 1º turno                                          | Casemiro Roberto Firmino Everton Soares Dani Alves Willian                             | Cap: D. Alves                                                          |
| 27-6-2019                                                              | Porto Alegre                                                           | Brasile                                                                | 0 – 0 (4-3 dtr)                                                        | Paraguay                                                               | Coppa America 2019 - Quarti di finale                                  | -                                                                                      | Cap: D.Alves                                                           |
| 2-7-2019                                                               | Belo Horizonte                                                         | Brasile                                                                | 2 – 0                                                                  | Argentina                                                              | Coppa America 2019 - Semifinale                                        | Gabriel Jesus Roberto Firmino                                                          | Cap: D. Alves                                                          |
| 7-7-2019                                                               | Rio de Janeiro                                                         | Brasile                                                                | 3 – 1                                                                  | Perù                                                                   | Coppa America 2019 - Finale                                            | Everton Soares Gabriel Jesus Richarlison (rig.)                                        | Cap: D. Alves                                                          |
| 7-9-2019                                                               | Miami                                                                  | Brasile                                                                | 2 – 2                                                                  | Colombia                                                               | Amichevole                                                             | Casemiro Neymar                                                                        | Cap: D. Alves                                                          |
| 10-9-2019                                                              | Los Angeles                                                            | Perù                                                                   | 1 – 0                                                                  | Brasile                                                                | Amichevole                                                             | -                                                                                      | Cap: Casemiro                                                          |
| 10-10-2019                                                             | Kallang                                                                | Brasile                                                                | 1 – 1                                                                  | Senegal                                                                | Amichevole                                                             | Roberto Firmino                                                                        | Cap: D. Alves                                                          |
| 13-10-2019                                                             | Kallang                                                                | Nigeria                                                                | 1 – 1                                                                  | Brasile                                                                | Amichevole                                                             | Casemiro                                                                               | Cap: D. Alves                                                          |
| 15-11-2019                                                             | Riad                                                                   | Argentina                                                              | 1 – 0                                                                  | Brasile                                                                | Amichevole                                                             | -                                                                                      | Cap: Casemiro                                                          |
| 19-11-2019                                                             | Abu Dhabi                                                              | Brasile                                                                | 3 – 0                                                                  | Corea del Sud                                                          | Amichevole                                                             | Paquetá Philippe Coutinho Danilo                                                       | Cap: Marquinhos                                                        |
| 9-10-2020                                                              | San Paolo                                                              | Brasile                                                                | 5 – 0                                                                  | Bolivia                                                                | Qual. Mondiali 2022                                                    | Marquinhos 2 Roberto Firmino autorete Philippe Coutinho                                | Cap: Casemiro                                                          |
| 14-10-2020                                                             | Lima                                                                   | Perù                                                                   | 2 – 4                                                                  | Brasile                                                                | Qual. Mondiali 2022                                                    | 3 Neymar (2 rig.) Richarlison                                                          | Cap: T.Silva                                                           |
| 14-11-2020                                                             | San Paolo                                                              | Brasile                                                                | 1 – 0                                                                  | Venezuela                                                              | Qual. Mondiali 2022                                                    | Roberto Firmino                                                                        | Cap: T.Silva                                                           |
| 18-11-2020                                                             | Montevideo                                                             | Uruguay                                                                | 0 – 2                                                                  | Brasile                                                                | Qual. Mondiali 2022                                                    | Arthur Richarlison                                                                     | Cap: T.Silva                                                           |
| 5-6-2021                                                               | Porto Alegre                                                           | Brasile                                                                | 2 – 0                                                                  | Ecuador                                                                | Qual. Mondiali 2022                                                    | Richarlison Neymar (rig.)                                                              | Cap: Neymar                                                            |
| 9-6-2021                                                               | Asunción                                                               | Paraguay                                                               | 0 – 2                                                                  | Brasile                                                                | Qual. Mondiali 2022                                                    | Neymar Lucas Paquetá                                                                   | Cap: Casemiro                                                          |
| 14-6-2021                                                              | Brasilia                                                               | Brasile                                                                | 3 – 0                                                                  | Venezuela                                                              | Coppa America 2021 - 1º turno                                          | Marquinhos Neymar (rig.) Gabriel Barbosa                                               | Cap: Casemiro                                                          |
| 18-6-2021                                                              | Rio de Janeiro                                                         | Brasile                                                                | 4 – 0                                                                  | Perù                                                                   | Coppa America 2021 - 1º turno                                          | Alex Sandro Neymar Éverton Ribeiro Richarlison                                         | Cap: T.Silva                                                           |
| 24-6-2021                                                              | Rio de Janeiro                                                         | Brasile                                                                | 2 – 1                                                                  | Colombia                                                               | Coppa America 2021 - 1º turno                                          | Roberto Firmino Casemiro                                                               | Cap: Marquinhos                                                        |
| 27-6-2021                                                              | Goiânia                                                                | Brasile                                                                | 1 – 1                                                                  | Ecuador                                                                | Coppa America 2021 - 1º turno                                          | Éder Militão                                                                           | Cap: Marquinhos                                                        |
| 3-7-2021                                                               | Rio de Janeiro                                                         | Brasile                                                                | 1 – 0                                                                  | Cile                                                                   | Coppa America 2021 - Quarti di finale                                  | Lucas Paquetà                                                                          | Cap: T.Silva                                                           |
| 6-7-2021                                                               | Rio de Janeiro                                                         | Brasile                                                                | 1 – 0                                                                  | Perù                                                                   | Coppa America 2021 - Semifinale                                        | Lucas Paquetà                                                                          | Cap: T.Silva                                                           |
| 11-7-2021                                                              | Rio de Janeiro                                                         | Argentina                                                              | 1 – 0                                                                  | Brasile                                                                | Coppa America 2021 - Finale                                            | -                                                                                      | Cap: T.Silva                                                           |
| 3-9-2021                                                               | Santiago del Cile                                                      | Cile                                                                   | 0 – 1                                                                  | Brasile                                                                | Qual. Mondiali 2022                                                    | Everton Ribeiro                                                                        | Cap: Casemiro                                                          |
| 10-9-2021                                                              | Recife                                                                 | Brasile                                                                | 2 – 0                                                                  | Perù                                                                   | Qual. Mondiali 2022                                                    | Everton Ribeiro Neymar                                                                 | Cap: Casemiro                                                          |
| 8-10-2021                                                              | Caracas                                                                | Venezuela                                                              | 1 – 3                                                                  | Brasile                                                                | Qual. Mondiali 2022                                                    | Marquinhos Gabriel Barbosa (rig.) Antony                                               | Cap: T.Silva                                                           |
| 10-10-2021                                                             | Barranquilla                                                           | Colombia                                                               | 0 – 0                                                                  | Brasile                                                                | Qual. Mondiali 2022                                                    | -                                                                                      | Cap: Marquinhos                                                        |
| 15-10-2021                                                             | Manaus                                                                 | Brasile                                                                | 4 – 1                                                                  | Uruguay                                                                | Qual. Mondiali 2022                                                    | Neymar 2 Raphinha Gabriel Barbosa                                                      | Cap: T.Silva                                                           |
| 12-11-2021                                                             | Sao Paulo                                                              | Brasile                                                                | 1 – 0                                                                  | Colombia                                                               | Qual. Mondiali 2022                                                    | Lucas Paquetà                                                                          | Cap: T.Silva                                                           |
| 17-11-2021                                                             | San Juan                                                               | Argentina                                                              | 0 – 0                                                                  | Brasile                                                                | Qual. Mondiali 2022                                                    | -                                                                                      | Cap: Marquinhos                                                        |
| 27-1-2022                                                              | Quito                                                                  | Ecuador                                                                | 1 – 1                                                                  | Brasile                                                                | Qual. Mondiali 2022                                                    | Casemiro                                                                               | Cap: Casemiro                                                          |
| 2-2-2022                                                               | Belo Horizonte                                                         | Brasile                                                                | 4 – 0                                                                  | Paraguay                                                               | Qual. Mondiali 2022                                                    | Raphinha Philippe Coutinho Antony Rodrygo Goes                                         | Cap: D.Alves                                                           |
| 25-3-2022                                                              | Rio de Janeiro                                                         | Brasile                                                                | 4 – 0                                                                  | Cile                                                                   | Qual. Mondiali 2022                                                    | Neymar (rig.) Vinicius Junior Philippe Coutinho (rig.) Richarlison                     | Cap: T.Silva                                                           |
| 30-3-2022                                                              | La Paz                                                                 | Bolivia                                                                | 0 – 4                                                                  | Brasile                                                                | Qual. Mondiali 2022                                                    | Lucas Paquetà 2 Richarlison Bruno Guimarães                                            | Cap: D.Alves                                                           |
| 2-6-2022                                                               | Seul                                                                   | Corea del Sud                                                          | 1 – 5                                                                  | Brasile                                                                | Amichevole                                                             | Richarlison 2 Neymar 2 (rig.) Philippe Coutinho Gabriel Jesus                          | Cap: D.Alves                                                           |
| 6-6-2022                                                               | Tokyo                                                                  | Giappone                                                               | 0 – 1                                                                  | Brasile                                                                | Amichevole                                                             | Neymar (rig.)                                                                          | Cap: D.Alves                                                           |
| 23-9-2022                                                              | Le Havre                                                               | Brasile                                                                | 3 – 0                                                                  | Ghana                                                                  | Amichevole                                                             | Marquinhos 2 Richarlison                                                               | Cap: T.Silva                                                           |
| 27-9-2022                                                              | Parigi                                                                 | Brasile                                                                | 5 – 1                                                                  | Tunisia                                                                | Amichevole                                                             | 2 Raphinha Richarlison Neymar (rig.) Pedro                                             | Cap: T.Silva                                                           |
| 24-11-2022                                                             | Lusail                                                                 | Brasile                                                                | 2 – 0                                                                  | Serbia                                                                 | Mondiali 2022 - 1º turno                                               | 2 Richarlison                                                                          | Cap: T.Silva                                                           |
| 28-11-2022                                                             | Doha                                                                   | Brasile                                                                | 1 – 0                                                                  | Svizzera                                                               | Mondiali 2022 - 1º turno                                               | Casemiro                                                                               | Cap: T.Silva                                                           |
| 2-12-2022                                                              | Lusail                                                                 | Camerun                                                                | 1 – 0                                                                  | Brasile                                                                | Mondiali 2022 - 1º turno                                               | -                                                                                      | Cap: D.Alves                                                           |
| 5-12-2022                                                              | Doha                                                                   | Brasile                                                                | 4 – 1                                                                  | Corea del Sud                                                          | Mondiali 2022 - Ottavi di finale                                       | Vinicius Junior Neymar (rig.) Richarlison Lucas Paquetà                                | Cap: T.Silva                                                           |
| 9-12-2022                                                              | Lusail                                                                 | Croazia                                                                | 1 – 1 dts (4 - 2 dtr)                                                  | Brasile                                                                | Mondiali 2022 - Quarti di finale                                       | Neymar                                                                                 | Cap: T.Silva                                                           |
| Totale                                                                 |                                                                        | Presenze                                                               | 81                                                                     |                                                                        | Reti                                                                   | 174                                                                                    |                                                                        |

## Palmarès

### Allenatore

#### Club

##### Competizioni statali
- Campionato Gaúcho di seconda divisione: 1

Veranópolis: 1993
- Campionato Gaúcho: 3

Caxias: 2000
Grêmio: 2001
Internacional: 2009
- Campionato paulista: 1

Corinthians: 2013
- Taça Guanabara: 1

Flamengo: 2024
- Campionato Carioca: 1

Flamengo: 2024

##### Competizioni nazionali
- Coppa del Brasile: 1

Grêmio: 2001
- Campionato brasiliano: 2

Corinthians: 2011, 2015

##### Competizioni internazionali
- Coppa Sudamericana: 1

Internacional: 2008
- Coppa Suruga Bank: 1

Internacional: 2009
- Coppa Libertadores: 1

Corinthians: 2012
- Coppa del mondo per club: 1

Corinthians: 2012
- Recopa Sudamericana: 1

Corinthians: 2013

#### Nazionale
- Coppa America: 1

Brasile: 2019